# Wojciech Mrosik

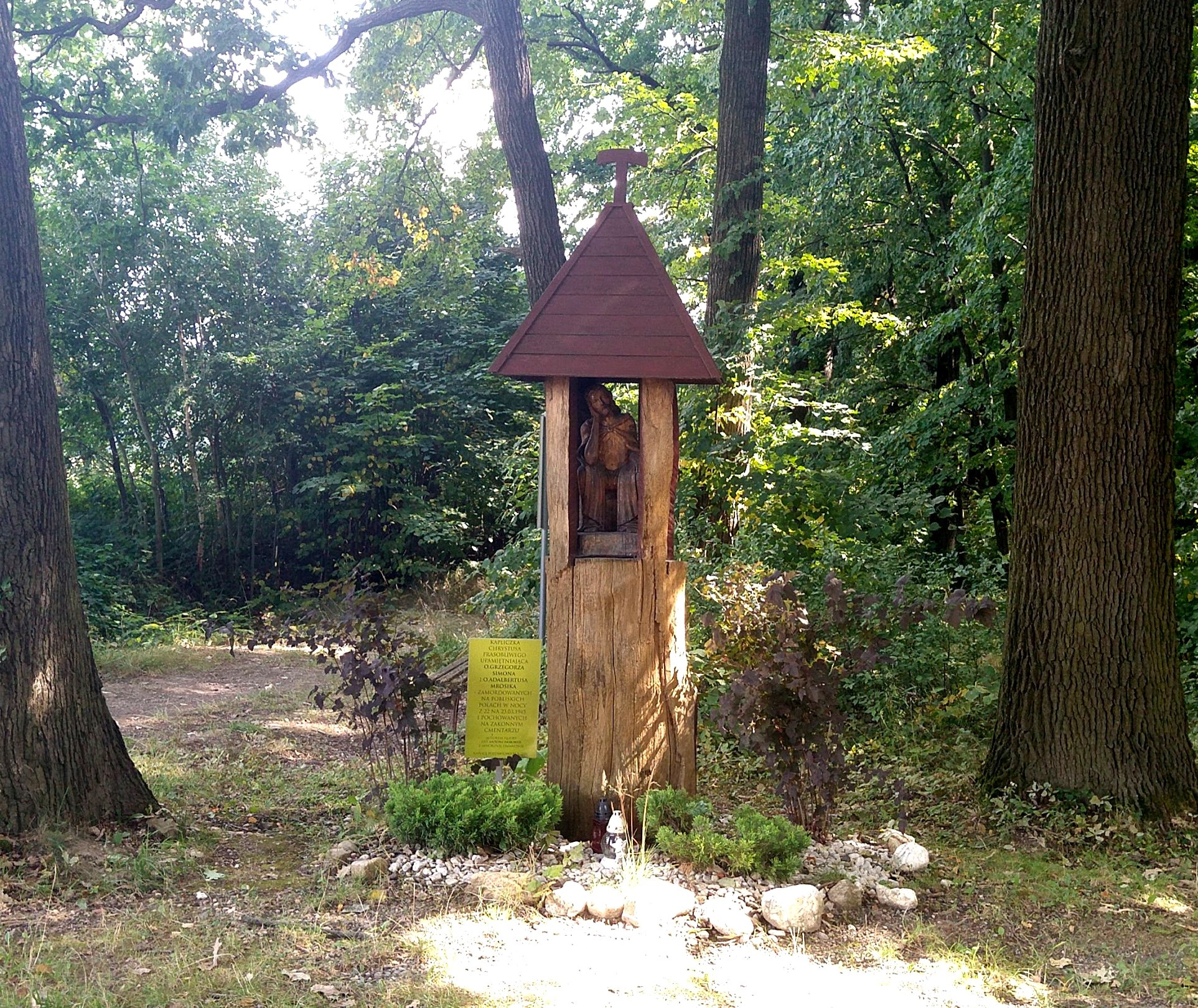
Kapliczka Chrystusa Frasobliwego w Prudniku upamiętniająca Simona i Mrosika

Wojciech (Adalbert) Mrosik (właściwie Otton Mrosik, Mrośnik, Mrozik) (ur. 1 listopada 1889 w Ujeździe, zm. 23 marca 1945 w Prudniku) – polski ksiądz katolicki, franciszkanin, zabity przez żołnierzy Armii Czerwonej.

## Życiorys
Święcenia kapłańskie przyjął 23 kwietnia 1922. Przyjął imię Wojciech (Adalbert). Studiował w Nysie i w Karłowicach. Pracował w klasztorze na Górze Świętej Anny, we Wrocławiu, Olsztynie i w Raciborzu–Płoni. Prowadził skromne życie, oddając się służbie Bogu i ludziom. Najlepiej czuł się w klasztorze św. Józefa w Prudniku-Lesie. Zginął wraz z Jerzym Simonem w nocy z 22 na 23 marca 1945 roku w Prudniku–Młynie Czyżyka podczas walk o miasto. Jego ciało (w stanie rozkładu) znaleziono na polu dwa miesiące później. W jego głowie znajdowały się ślady po dwóch kulach.
W 2006 franciszkanie w Prudniku wznieśli w Lesie Prudnickim, przy wjeździe do sanktuarium św. Józefa od strony Lipna, drewnianą kapliczkę Braci Męczenników z tabliczką z napisem: „Pamięci naszych Braci Georga Simon i Adalberta Mrosik, zamordowanych w marcu 1945 roku”.